# Källspärrmossa
Källspärrmossa (Campylium laxifolium) är en bladmossart som beskrevs av Engelmark och Lars Hedenäs 1990 [1992. Källspärrmossa ingår i släktet spärrmossor, och familjen Amblystegiaceae. Enligt den finländska rödlistan är arten starkt hotad i Finland. Enligt den svenska rödlistan är arten nära hotad i Sverige. Arten förekommer i Nedre Norrland och Övre Norrland. Artens livsmiljö är rikkärr. Inga underarter finns listade i Catalogue of Life.